# Fontang

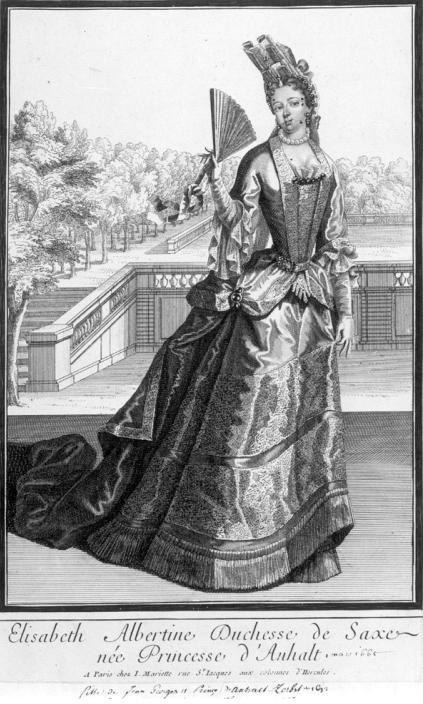
Elisabeth Albertina av Anhalt-Dessau i fontang.

Fontang (franska fontange) är en håruppsättning och hårprydnad av parisiskt ursprung som var populär i slutet av 1600-talet och in på de första decennierna av 1700-talet.
Fontangen uppstod efter traditionen sommaren 1680, då under en ritt Ludvig XIV:s älskarinna Marie-Angelique Fontanges tappade sin hatt. Hon skall då ha bundit upp sitt hår med ett snöre, alternativt sitt spetsprydda strumpeband, varpå Ludvig XIV skall ha blivit förtjust och bett henne att alltid bära håret uppsatt på detta vis. Håruppsättningen ska sedan ha uppkallats efter henne. 
Fontangen var till en början var ganska låg, men blev snart allt högre. I den mer utvecklade varianten sammanhålls och stöds den höga hårklädseln av band, spetsar och vackra tyger med mera. Den var högst i mitten och lägre mot sidorna samt håret rakt uppstående eller något framåtlutande skärmlik. Även spetsen som användes kallades fontang och kunde fungera som en huva över det uppställda håret, med ändar som fortsatte ned på ryggen, och ända till midjan.
Fontangen ingick som ett led i det sena 1600-talets mode att göra damprofilen hög, smal och vertikalbetonad, genom smalare höfter och midja, djupare urringning, snibbliv och snäva ärmar, vilken avlöste det tidigare modet med låg, bred håruppsättning, stora puffärmar, bred midja med rikt rynkad kjol.
Fontangen höll sig kvar i Parismodet till omkring 1710, och levde på sina håll kvar flera årtionden in på 1700-talet.